# Organic Rankine Cycle

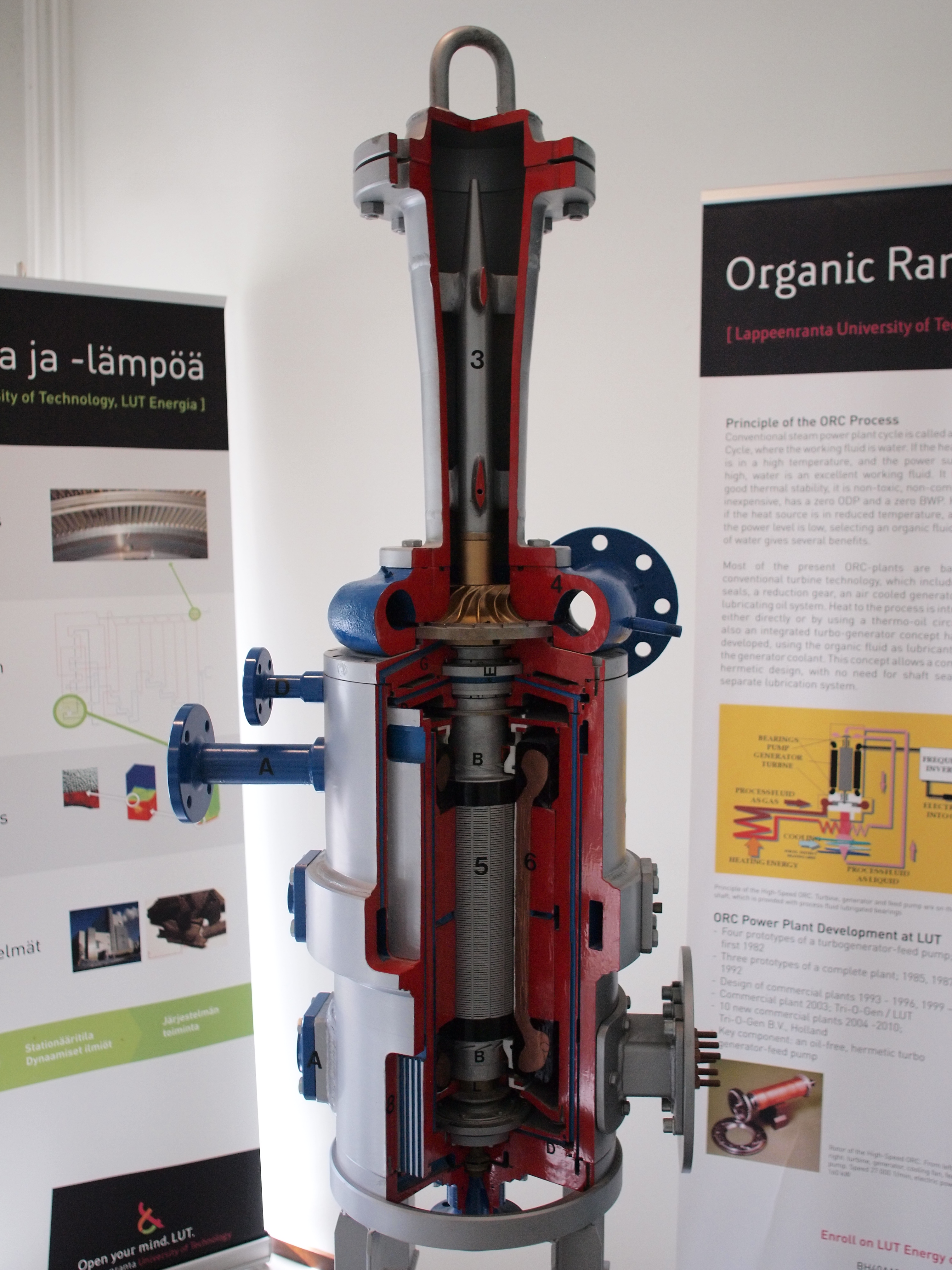
ORC da 7,5 kW

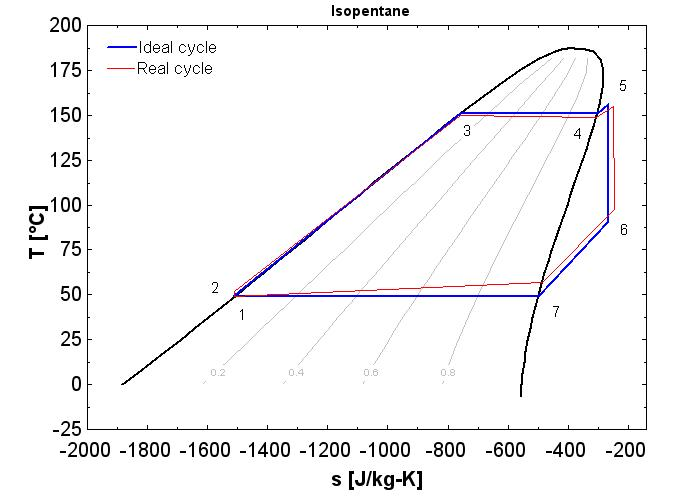
Diagramma entropico per un ORC ideale/reale

Con il termine Organic Rankine Cycle o in sigla ORC (traducibile in italiano come: Ciclo Rankine (a fluido) Organico) si individuano impianti che convertono calore in energia elettrica mediante un ciclo Rankine che utilizza una sostanza organica ad alto peso molecolare come fluido di lavoro. Le caratteristiche del fluido di lavoro consentono di sfruttare piccoli salti entalpici a temperature medio-basse dove il ciclo Rankine a vapor d'acqua avrebbe limiti nella progettazione della turbina o nei costi di impianto e di esercizio. Dal punto di vista termodinamico hanno lo svantaggio di sfruttare calore a bassa temperatura, perciò i rendimenti tipici sono decisamente bassi (attorno al 10-12%) se comparati con altre macchine termiche perché limitati dal rendimento di Carnot.
Le fonti di calore dove sono applicabili gli ORC sono: la geotermia, i recuperi di calore da processi industriali e gli impianti di cogenerazione a biomassa. 
A partire dagli anni Settanta, gli ORC hanno conosciuto un crescente e continuo sviluppo con taglie di potenza elettrica da pochi kW sino a 10-20 MW..

## Esempi di fluidi
- CFC: Bandito dal Protocollo di Montreal a causa di deiezioni di ozono (esempio:R-11 R-12)
- HCFC: Phasing out a causa dell'emendamento di Copenhagen al Protocollo di Montreal (esempi: R-22 R-123)
- HFC (esempi: R134a, R245fa o i più moderni R1233zd e R1234yf)
- HC: infiammabili, comune a prodotti di strutture di processazione di gas (e.g. isobutano, pentano, propano, toluene)
- PFC[3]